# 広西 (小惑星)
広西 (2655 Guangxi) は小惑星帯にある小惑星。紫金山天文台で発見された。
中国南部の広西チワン族自治区に因んで名付けられた。